# حسین یاسایی
حسین یاسایی (به انگلیسی: Sir Hossein Yassaie) (متولد ۱۳۳۶) در سال ۱۳۵۵ شمسی به انگلستان مهاجرت نموده و سال ۱۳۶۲ ملیت بریتانیایی را کسب نمود. وی فارغ التحصیل دانشگاه بیرمنگام در الکترونیک و مخابرات است. حسین یاسایی در سال ۱۳۷۱ به شرکت ایمجینیشن تکنولوجیز پیوست و حدفاصل ۱۳۹۴-۱۳۷۷ مدیر عامل آن شرکت بود. وی همچنین شرکت Pure را سال ۱۳۸۱ تأسیس نموده است که در حوزه ی مخابرات و ارتباطات الکترونیکی فعال است.  یاسایی پس از گرفتن دکترای خود، بعنوان محقق دانشگاه بیرمنگام  کارهای گسترده بر روی پردازش سیگنال‌های دیجیتال و معماری سیستم با کارایی بالا انجام داده‌است.

## دریافت نشان شوالیه از ملکه انگلیس
براساس اطلاعیۀ شرکت «ایمجینیشن تکنالجیز» که شنبه، ۹ دی ۱۳۹۱ منتشر شد، حسین یاسایی نشان شوالیه و لقب سِر را به‌واسطۀ خدماتی که به صنعت ارائه کرده است، از ملکه الیزابت دوم دریافت می‌کند. او به واسطه ی ابتکارات و فناوری هایی که منجر به ممکن و فراگیر شدن نمایش تصاویر و ویدیوهای دیجیتال در گوشی های همراه شده است از ملکۀ انگلستان نشان شوالیه گرفت